# Słońsk Dolny
Słońsk Dolny è un villaggio di 222 abitanti del comune rurale di Aleksandrów Kujawski, all'interno del distretto di Aleksandrów Kujawski nel voivodato della Cuiavia-Pomerania, nella Polonia meridionale.
Dal 1975 al 1998 faceva parte di quello che era il voivodato di Włocławek.
Il villaggio ha dato i natali a Franciszek Tabaczyński, maggiore di fanteria dell'esercito polacco, vittima nel 1940 del massacro di Katyn'.